# Iveta Radičová
Iveta Radičová, született Iveta Karafiátová (Pozsony, 1956. december 7. –) szlovák szociológus, politikus, munkaügyi miniszter (2005–2006), a 2009-es szlovákiai elnökválasztás egyik jelöltje. 2010-től 2012-ig Szlovákia miniszterelnöke.

## Tanulmányai
Szociológiát tanult a pozsonyi Comenius Egyetemen, 1979-ben végzett. 1979 és 1989 között a Szlovák Tudományos Akadémia szociológiai osztályán dolgozott, majd 1990 és 1993 között a Comenius Egyetem szociológiai tanszékén. 1993 és 1997 között az Academia Istropolitana volt a munkahelye, majd 1997-ben megszerezte doktorátusát. 1997 és 2005 között az egyetem politológiai tanszékén dolgozott. 2005-ben a szociológia professzora lett.

## Politikai karrierje
1990 és 1992 között a Nyilvánosság az erőszak ellen (szlovákul Verejnosť proti násiliu, VPN) nevű párt tagja volt. 2005. október 17-től 2006. július 4-ig Szlovákia munkaügyi minisztere volt, a menesztett Ľudovít Kaník helyett. Pártja ekkor már a Szlovák Kereszténydemokrata Unió – Demokrata Párt (SDKÚ-DS) volt.  2008-tól a szlovákiai elnökválasztás egyik jelöltje, 2009. március 21-én túljutott az első fordulón, első nőként Szlovákiában. A 2009. április 4-én tartott második fordulóban 44,47%-kal második lett, így a következő terminusra is Ivan Gašparovič lett az elnök.
2009 áprilisában lemondott szlovák parlamenti mandátumáról, mert az ülésteremből hiányzó képviselőtársa helyett nyomott gombot az egyik szavazásnál.
A 2010-es szlovákiai parlamenti választáson a második legtöbb szavazatot szerző Szlovák Kereszténydemokrata Unió – Demokrata Párt kormányfőjelöltje, majd július 8-ától kezdve Szlovákia miniszterelnöke.
A sokszínű jobbközép koalíciós kormány csupán 1,5 évig működött, a tagjai között rendszeresen viták folytak. A kormány bukása után, 2011. október 29-én bejelentette, hogy kilép az SDKÚ-DS-ből, nem indul a 2012-es választáson sem, hanem visszatér a tudományos életbe. Ennek ellenére 2011-ben a harmadik legnépszerűbb politikus maradt Szlovákiában.

## Magánélete
Férje, Stano Radič humorista volt, aki 2005-ben elhunyt. 2006 óta lányával, Evával (és 2009-ig egy Ján Riapoš nevű férfival) él együtt Dunaújfaluban.